# 阿蒂格卢沃
阿蒂格卢沃（法語：Artiguelouve，法語發音：[aʁtiɡluv]）是法国大西洋比利牛斯省的一个市镇，位于该省东部，属于波城区。

## 地理
阿蒂格卢沃（43°19'3"N, 0°28'30"W）面积10.74 平方千米，位于法国新阿基坦大区大西洋比利牛斯省，该省份为法国东南部省份，涵盖了贝阿恩与北巴斯克，西临大西洋比斯開灣，北至朗德省，东北接热尔省，东临上比利牛斯省，南与西班牙接壤。
与阿蒂格卢沃接壤的市镇（或旧市镇、城区）包括：阿尔比斯、欧贝尔坦、拉鲁万、莱斯卡尔、波埃德莱斯卡尔、圣福斯特、锡罗斯。

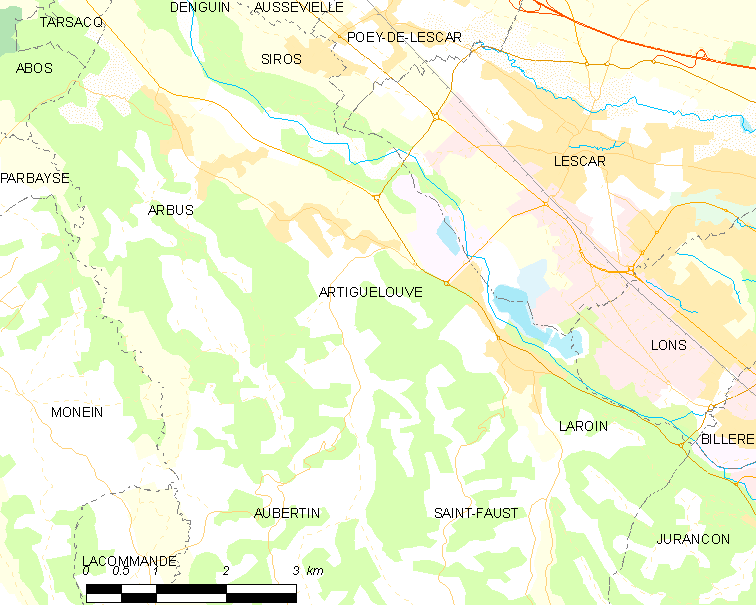
阿蒂格卢沃的OSM定位图

阿蒂格卢沃的时区为UTC+01:00、UTC+02:00（夏令时）。

## 行政
阿蒂格卢沃的邮政编码为64230，INSEE市镇编码为64060。

## 政治
阿蒂格卢沃所属的省级选区为莱斯卡尔-激流-蓬隆土地县。

## 人口

1962-2008年间阿蒂格卢沃人口变化图示

阿蒂格卢沃于2022年1月1日时的人口数量为2025人。